# Mikey Ambrose
Mikey Ambrose (El Paso, 5 ottobre 1993) è un ex calciatore statunitense, di ruolo difensore.

## Caratteristiche tecniche
Era un terzino sinistro con un'ottima elevazione ed è dotato di una buona velocità, di tiro potente e un buon fisico. Pecca nella visione di gioco e nella precisione dei passaggi.

## Carriera
Ha esordito in MLS il 21 agosto 2016 disputando con l'Orlando City l'incontro pareggiato 0-0 contro il Colorado Rapids.